# (182223) 2000 YC2
(182223) 2000 YC2 est un objet transneptunien faisant partie du disque des objets épars, découvert en 2000.

## Caractéristiques
(182223) 2000 YC2 mesure environ 139 kilomètres de diamètre.